# Long Đàm, Đào Viên

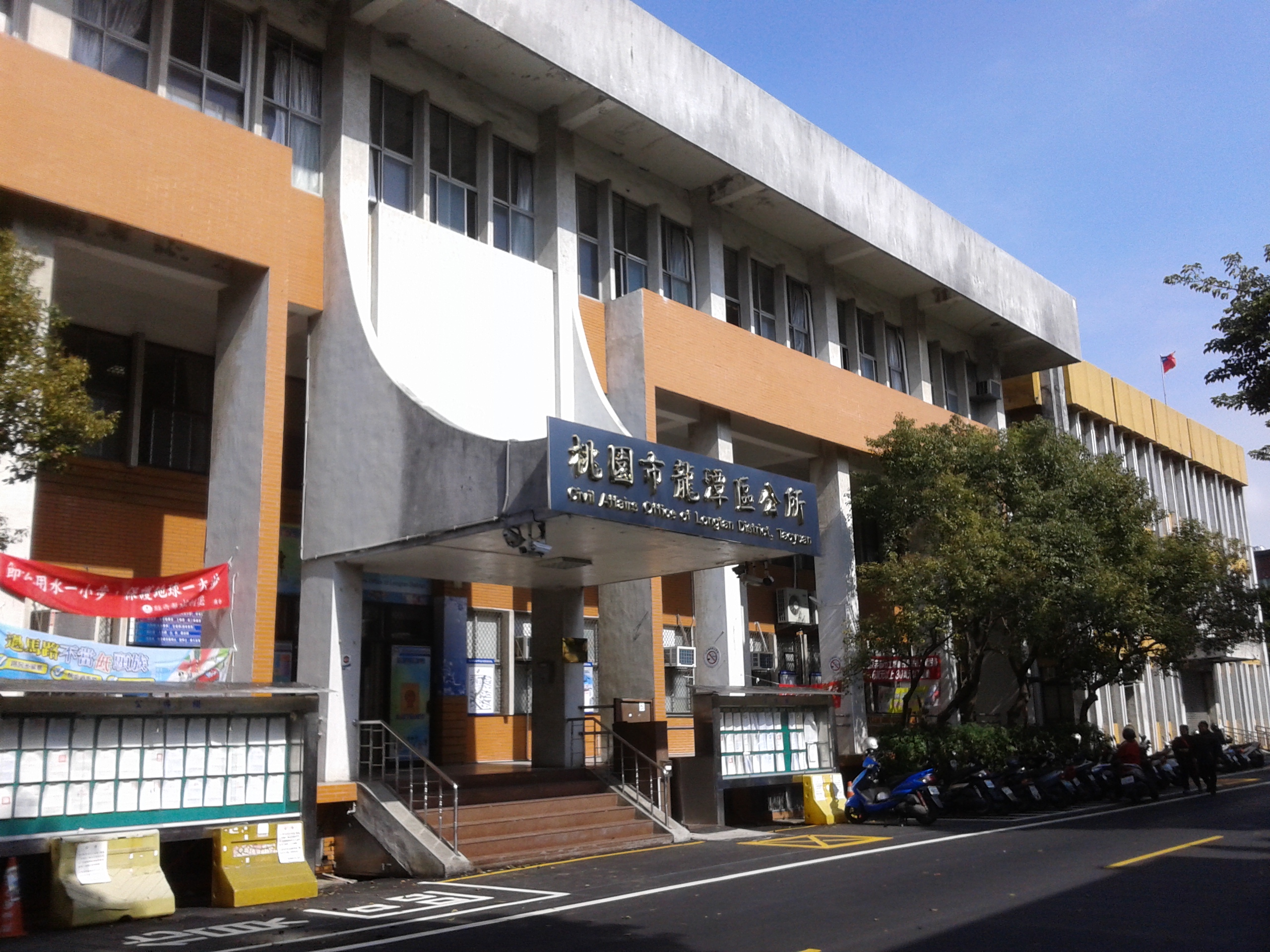
Văn phòng Long Đàm Khu

Long Đàm (tiếng Trung: 龍潭區; bính âm: Lóngtán Qū) là một khu ở phía Nam thành phố Đào Viên, Đài Loan. Trung tâm của hương là hồ lớn Long Đàm. Hương là một trong những nơi sinh sống lý tưởng nhất cho những người về hưu tại Đài Loan. Long Đàm cũng là nơi đặt đại bản doanh của quân đội Trung Hoa Dân Quốc từ năm 1972.

## History
Long Đàm từng là hương của huyện Đào Viên cũ. Ngày 25 tháng 12 năm 2014, nó được nâng cấp thành khu của thành phố Đào Viên.

## Địa lý
- Diện tích: 75.23 km²
- Dân số: 118.648 người (tháng 1 năm 2016)